# Nïkïta Xoxlov
Nïkïta Sergeyevïç Xoxlov (in kazako Никита Сергеевич Хохлов?, in russo Никита Сергеевич Хохлов?, Nikita Sergeevič Chochlov; Astana, 27 ottobre 1983) è un calciatore kazako, centrocampista dell'Oqjetpes.

## Palmarès

### Club

#### Competizioni nazionali
- Campionato kazako: 2

Astana: 2006
Aqtöbe: 2009
- Coppa del Kazakistan: 1

Astana: 2005
- Supercoppa del Kazakistan: 1

Aqtöbe: 2010